# Michael Moynihan (homme politique)
Michael Moynihan (17 juin 1917 - 27 juin 2001) est un homme politique du Parti travailliste irlandais qui est ministre d'État au ministère du Commerce et du Tourisme de 1982 à 1987. Il est sénateur de 1973 à 1981 et Teachta Dála pour la circonscription de Kerry Sud de 1981 à 1987 et de 1989 à 1992.

## Biographie
Moynihan est né à Kinsale, dans le comté de Cork, en 1917. Il est infirmier psychiatrique de profession.
Il est candidat dans la circonscription de Kerry Sud à six reprises, aux élections générales de 1954, 1961, 1965, 1977 et 1977, ainsi qu'à une élection partielle en 1966.
Il est élu en 1973 au 13e Seanad en tant que sénateur du Panel industriel et commercial, réélu en 1977 au 14e Seanad.
Aux élections générales de 1981, à sa septième tentative, il est élu au 22e Dáil, devenant ainsi le tout premier député travailliste pour Kerry South, et est réélu au 23e Dáil aux élections générales de février 1982. Il est réélu aux élections générales de novembre 1982, siégeant au 24e Dáil. Il est ministre d'État au ministère du Commerce et du Tourisme de 1982 à 1987.
Moynihan est battu aux élections générales de 1987, mais est réélu aux élections générales de 1989 pour siéger au 26e Dáil. Il ne se représente pas aux élections générales de 1992, lorsque l'investiture du Parti travailliste est donnée à sa fille Breeda Moynihan-Cronin.